# وئر سور لونت
وئر سور لونت (به فرانسوی: Ver-sur-Launette) یک کامین در فرانسه است که در Canton of Nanteuil-le-Haudouin واقع شده‌است.

## خصوصیات
وئر سور لونت ۱۳٫۱۸ کیلومترمربع مساحت و ۱٬۰۰۶ نفر جمعیت دارد و ۸۰ متر بالاتر از سطح دریا واقع شده‌است.